# Nikita Chruszczow
Nikita Siergiejewicz Chruszczow (ros. Ники́та Серге́евич Хрущёв; ur. 3 kwietnia?/15 kwietnia 1894 we wsi Kalinowka w powiecie dmitrijewskim w guberni kurskiej, zm. 11 września 1971 w Moskwie) – radziecki polityk, działacz partyjny i państwowy, I sekretarz Komitetu Centralnego Komunistycznej Partii Związku Radzieckiego w latach 1953–1964 i premier ZSRR w latach 1958–1964, generał porucznik Armii Czerwonej.
Pochodził z chłopskiej rodziny. Od 12 roku życia pracował w fabrykach i kopalniach Donbasu jako ślusarz. Od 1918 był członkiem partii bolszewików, podczas wojny domowej walczył jako komisarz, po jej zakończeniu był aktywistą partyjnym i naczelnikiem. W 1929 został wysłany do Akademii Przemysłowej w Moskwie. W 1932 został sekretarzem komitetu moskiewskiego, w 1934 został członkiem KC WKP(b), w 1939 – I sekretarzem KC WKP(b) Ukrainy i członkiem Biura Politycznego KC WKP(b). W latach 1941–1945 był członkiem rad wojennych wielu frontów.
Śmierć Józefa Stalina doprowadziła w następstwie do zaciekłej walki o władzę, z której Chruszczow wyszedł zwycięsko. Początkowo awansowano go z szefa Obwodowego Komitetu KPZR w Moskwie do stanowiska sekretarza KC KPZR, czyli jednego z pięciu równoprawnych szefów partii. Do zadań Chruszczowa należało koordynowanie ich pracy, jednak nie miał względem nich dodatkowych uprawnień. 7 września 1953 roku objął nowo ustanowiony urząd pierwszego sekretarza KC KPZR, czyli przywrócone pod zmienioną nazwą stanowisko generalnego sekretarza. W grudniu tego roku został wicepremierem. Proces przejmowania władzy sfinalizował, obejmując stanowisko premiera w 1958 roku.
W 1956 na XX zjeździe KPZR Chruszczow wystąpił z referatem O kulcie jednostki i jego następstwach (O культе личности и его последствиях), w którym ujawnił część prawdy o krwawych aspektach rządów Stalina. Referat, początkowo tajny, wywołał szok, zapoczątkowując dyskusję na temat przyczyn stalinizmu. XX zjazd stanowił kulminację nowej polityki Chruszczowa, określanej jako „odwilż”, na którą składały się masowa rehabilitacja ofiar terroru oraz liberalizacja polityki kulturalnej i społecznej. Odwilż w ZSRR stymulowała wystąpienia na Węgrzech i w Polsce, na które Chruszczow reagował z dwoistością – powstania na Węgrzech stłumiła Armia Radziecka, polski październik zakończył się kompromisem politycznym. Odwilż wywołała też reakcję stalinowców, którzy pod kierunkiem Wiaczesława Mołotowa, Gieorgija Malenkowa i Łazara Kaganowicza próbowali pozbawić Chruszczowa władzy na plenum KC w czerwcu 1957, ale ponieśli porażkę. Kolejnym etapem tego procesu był XXII Zjazd KPZR w 1961 roku. Wówczas Chruszczow ponownie oskarżył Stalina o spowodowanie stanu zacofania ZSRR względem krajów kapitalistycznych. Następnie rozpoczął kolejną falę destalinizacji. Podjęto wówczas decyzje m.in. o zmianie nazwy miasta Stalingrad na Wołgograd oraz usunięciu zwłok Stalina z mauzoleum Lenina na placu Czerwonym.
W polityce zagranicznej Chruszczow balansował między ideą „pokojowego współistnienia” a próbami uzyskania przewagi w zimnej wojnie ze Stanami Zjednoczonymi Ameryki. Jedną z takich prób był plan rozmieszczenia rakiet z ładunkami nuklearnymi na Kubie w odpowiedzi na rozmieszczenie amerykańskich pocisków w Turcji, Włoszech i Wielkiej Brytanii; ostra reakcja USA i groźba wybuchu wojny nuklearnej spowodowały kryzys kubański, w wyniku którego Chruszczow polecił wycofanie rakiet z Kuby. W odpowiedzi, w mniej spektakularny sposób Amerykanie wycofali swoje rakiety z Turcji. Za jego czasów powstał też Mur Berliński i doszło do strącenia przez obronę powietrzną amerykańskiego samolotu zwiadowczego Lockheed U-2 nad Swierdłowskiem. Incydent doprowadził do zerwania planowanego spotkania z amerykańskim prezydentem Dwightem Eisenhowerem. Słynne jest też wystąpienie przed Zgromadzeniem Ogólnym Narodów Zjednoczonych 12 października 1960, podczas którego uderzał trzymanym w ręku butem w mównicę, miotając obelgi.
Jego rządy zakończył spisek najbliższych współpracowników. Po odsunięciu od władzy mieszkał w daczy niedaleko Moskwy, dyktując swoje pamiętniki, które zostały potem opublikowane na Zachodzie.

## Życiorys

### Wczesne życie
Urodził się 15 kwietnia 1894 roku w Kalinowce, wsi znajdującej się obecnie w rosyjskim obwodzie kurskim w pobliżu obecnej granicy z Ukrainą. Jego rodzice, Siergiej Chruszczow i Ksenia Chruszczowa byli z pochodzenia biednymi rosyjskimi chłopami. Nikita miał młodszą o dwa lata siostrę Irinę. Siergiej był zatrudniony w kilku miejscach na terenie Donbasu we wschodniej Ukrainie, pracując jako kolejarz, górnik i robotnik w cegielni. Jako że płace w Donbasie były o wiele wyższe niż w regionie Kurska, Siergiej opuścił rodzinę w Kalinowce, wracając tam tylko wtedy, gdy zarobił wystarczająco dużo pieniędzy.
Kalinowka była typową chłopską wsią. Nauczycielka Chruszczowa, Lidia Szewczenko, stwierdziła później, że nigdy nie widziała wioski biedniejszej od tej osady. Nikita pracował na roli od dziecka. Przez kilka lat uczęszczał do szkoły podstawowej, najpierw do szkoły parafialnej, następnie uczył się w szkole państwowej pod okiem Szewczenki. W swoich wspomnieniach Chruszczow zapamiętał Szewczenko jako wolnomyślicielkę, która irytowała okolicznych chłopów nieuczestniczeniem w nabożeństwach cerkiewnych, a jej brat przekazał chłopcu książki, które zostały zakazane przez rząd carski. Nauczycielka wywierała na Nikitę duży wpływ. Chciała przekonać go do dalszej edukacji, jednak warunki finansowe rodziny Chruszczowów na to nie pozwalały.
W 1908 roku Siergiej Chruszczow przeniósł się do miasta Juzowka w Donbasie. Czternastoletni Nikita dołączył do ojca wraz z matką i siostrą rok później. Juzowka, która w 1924 roku została przemianowana na Stalino, a w 1961 na Donieck, znajdowała się w samym sercu jednego z najbardziej uprzemysłowionych obszarów Imperium Rosyjskiego. Chłopiec rozpoczął pracę w kilku różnych miejscach, po czym został wysłany przez rodziców do fabryki. Początkowo został przyjęty na praktykanta, po zakończeniu praktyki zatrudniono go na stałe jako robotnika. Po utracie pracy przeniósł się do innego zakładu pracy, gdzie objął stanowisko montera podziemnych urządzeń – ślusarza w pobliskiej kopalni w Ruczenkowej. W trakcie tej pracy włączył się w prowadzenie zbiórki pieniędzy dla rodzin ofiar masakry strajkujących górników kopalni Lena na Syberii. W kopalni pracował wraz z ojcem, który był organizatorem związku zawodowego. Siergiej kolportował wśród górników oraz organizował odczyty pisma „Prawda”. Etap pracy w kopalni nie był dla Nikity dobrym okresem. Sam później twierdził, że rozważał wówczas emigrację do Stanów Zjednoczonych celem znalezienia lepiej płatnej pracy.
Jako wykwalifikowany pracownik został zwolniony z obowiązku służby wojskowej w trakcie I wojny światowej. Zamiast tego został zatrudniony w warsztacie obsługującym dziesięć kopalń. Był zaangażowany w kilka strajków zorganizowanych celem wywalczenia wyższych płac, lepszych warunków pracy i zakończenia wojny. W 1914 roku ożenił się z Jefrosinią Pisarewą, córką operatora windy w kopalni, w której pracował. W 1915 roku urodziła się im córka, Julia, a w 1917 roku syn, Leonid.
Po abdykacji cara Mikołaja II w 1917 roku, nowy Rząd Tymczasowy Rosji w Piotrogrodzie miał w Donbasie niewielki wpływ. Chruszczow został wybrany do rady pracowniczej (lub sowietu) kopalni w Ruczenkowie, a w maju 1917 roku został jej przewodniczącym. W pierwszym okresie wojny domowej między bolszewikami a białymi nie opowiedział się po żadnej ze stron – jego poglądy były wówczas bliższe mienszewikom, którzy za priorytet uważali postęp gospodarczy, a nie przejęcie władzy, co było głównym celem bolszewików. Jak sam przyznawał, ze względu na mnogość grup biorących udział w wojnie, nie mógł zdecydować się, która z nich mu odpowiada.
W marcu 1918 roku, gdy rząd bolszewicki zawarł oddzielny pokój z państwami centralnymi, Niemcy zajęli Donbas a Chruszczow uciekł do Kalinowki. Pod koniec 1918 roku lub na początku 1919 został zmobilizowany do Armii Czerwonej, gdzie przydzielono mu stanowisko komisarza politycznego. Niedawno wprowadzony stopień komisarza politycznego był na ogół przydzielany działaczom robotniczym, a jego zadaniem było indoktrynowanie rekrutów w ideologii bolszewickiej oraz zwiększanie morale i gotowości bojowej wojska. W ramach szkolenia wojskowego przeszedł dwumiesięczny kurs polityczny. Wielokrotnie brał udział w bezpośrednich starciach. Po zdemobilizowaniu został przypisany jako komisarz do brygady pracy w Donbasie, gdzie on i jego ludzie żyli w ciężkich warunkach. Długotrwała wojna spowodowała rozległe zniszczenia i klęskę głodu. Jedną z ofiar była żona Chruszczowa, która zmarła na tyfus w Kalinowce w trakcie pełnienia służby wojskowej przez Nikitę. Komisarz wziął udział w pogrzebie i wierny swoim ateistycznym poglądom odmówił przejścia z trumną żony do lokalnego kościoła, który był jedyną drogą na cmentarz. Zamiast tego zszokował mieszkańców wsi, przechodząc na cmentarz przez płot, wymijając w ten sposób obiekt sakralny.

### Kariera partyjna

#### Lata w Donbasie

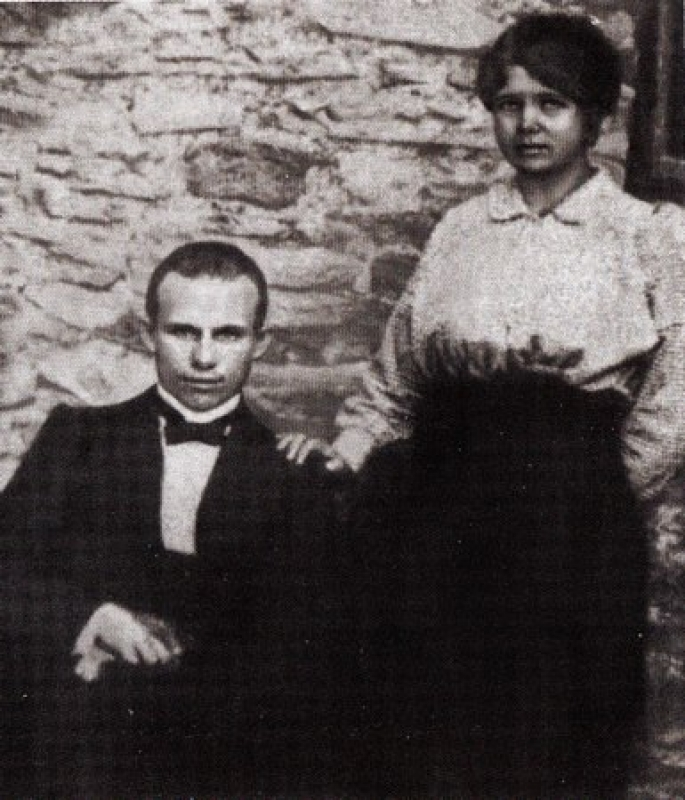
Chruszczow w 1916 roku

Dzięki pomocy starego znajomego, w 1921 roku został przydzielony jako asystent dyrektora do spraw politycznych do kopalni, w której wcześniej pracował. Pośród kilku innych działaczy bolszewickich mogących pochwalić się podobnym doświadczeniem – Chruszczow cieszył się największym zaufaniem. Pracę otrzymał bowiem w czasie, gdy Włodzimierz Lenin wdrożył rynkową Nową Politykę Ekonomiczną, która przez wielu bolszewików uznana została za ideologiczną woltę. Chruszczow odpowiedzialny za sprawy polityczne zaangażował się w zarządzanie kopalni, ogólnie przyczyniając się do wznowienia pełnej produkcji po latach wojny.
Chruszczow był na tyle skuteczny, że w połowie 1922 roku zaproponowano mu dyrekcję w pobliskiej kopalni Pastuchow. Odrzucił jednak ofertę, starając się zapisać do nowo powstałej uczelni technicznej w Juzowce (wbrew planom jego przełożonych). Przed rozpoczęciem studiów ukończył szkołę średnią i jednocześnie kontynuował pracę w kopalni. Jako student zaangażował się w działalność radzieckiej partii komunistycznej. Został członkiem prezydium komitetu partyjnego miasta Stalino. Na krótko dołączył do frakcji zwolenników Lwa Trockiego (trockizm), opowiadających się za demokracją wewnątrzpartyjną, a tym samym znajdując się w opozycji wobec Józefa Stalina.
W 1922 roku Chruszczow poznał i poślubił swoją drugą żonę, Marusię, której nazwisko panieńskie nie jest znane. Szybko się rozstali. Chruszczow pomógł jednak byłej żonie w późniejszych latach, zwłaszcza gdy córka Marusi poważnie zachorowała. Wkrótce po tym związku poznał Ninę Pietrowną Kucharczuk. Nina była dobrze wykształconą działaczką partii z rodziny ukraińskich chłopów. Mieszkali ze sobą do końca życia, lecz pobrali się oficjalnie dopiero w 1965 roku. Mieli razem trójkę dzieci: córkę Radę, urodzoną w 1929 roku, syna Siergieja Chruszczowa w 1935 i córkę Elenę w 1937. Poza tym miał z pierwszego małżeństwa córkę Julię i syna Leonida, którego córkę Julię adoptował.
W połowie 1925 roku został mianowany sekretarzem partii w raikomie Petrowo-Marińsk w pobliżu miasta Stalino, a pod koniec roku został wybrany delegatem bez prawa głosowania na XIV Kongres Komunistycznej Partii ZSRR w Moskwie.

#### Protegowany Kaganowicza
Chruszczow Łazara Kaganowicza poznał już w roku 1917. W 1925 roku Kaganowicz został przewodniczącym partii na Ukrainie a Chruszczow został objęty jego patronatem, dzięki czemu szybko awansował. Pod koniec 1926 roku został mianowany zastępcą przewodniczącego aparatu partyjnego w Stalinie. W ciągu dziewięciu miesięcy jego przełożony, Konstantyn Mojsejenko został odwołany, co według niektórych źródeł było wynikiem działań Chruszczowa. Kaganowicz przeniósł po tym Chruszczowa do pracy w Charkowie, będącym wówczas stolicą Ukraińskiej Socjalistycznej Republiki Radzieckiej. Tu objął funkcję szefa Wydziału Organizacyjnego Komitetu Centralnego Partii Ukrainy. W 1928 trafił do Kijowa, gdzie został zastępcą przewodniczącego tamtejszej struktury partyjnej.

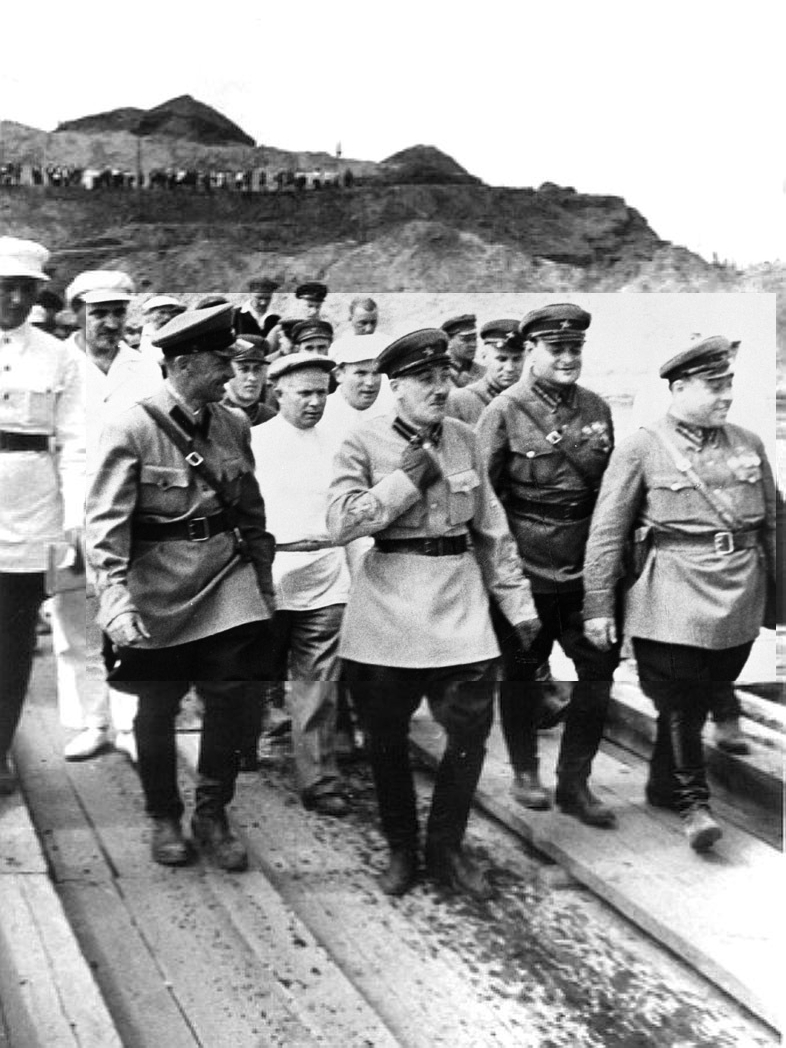
Gienrich Jagoda w trakcie inspekcji budowy kanału moskiewskiego, na lewo od niego Chruszczow, 1935

W 1929 roku zdecydował się na kontynuację nauki. Kaganowicz wysłał go do Moskwy, gdzie trafił on do Stalinowskiej Akademii Przemysłowej. Choć nie ukończył tam studiów, jego kariera w partii rozwijała się. Gdy tamtejsza komórka partyjna została zaatakowana w „Prawdzie” za tolerowanie zbyt dużej liczby „prawicowców” we własnych strukturach, Chruszczow wykorzystał ten kryzys do wzmocnienia swoich wpływów, obejmując funkcję sekretarza organizacji partyjnej na uczelni. Jako sekretarz wykluczył z partii prawicowych członków. Z czasem został liderem partii w dzielnicy Bauman, gdzie znajdowała się uczelnia, a następnie w największej i najważniejszej dzielnicy miasta. W 1932 roku został zastępcą sekretarza partii w Moskwie. W 1934 roku został jej sekretarzem i członkiem Komitetu Centralnego partii.
Sam Chruszczow mówił później, że w tym czasie zyskał sobie sympatię samego Stalina dzięki przyjaźni z jego żoną Nadieżdą Alliłujewą, która uczyła się w tej samej uczelni. Historycy bagatelizują jednak taką możliwość przypominając, że Chruszczow był jeszcze zbyt nisko ulokowany w hierarchii partyjnej.
Będąc sekretarzem partii w Moskwie, nadzorował budowę moskiewskiego metra i wziął bezpośredni udział w jego konstruowaniu. Za uruchomienie metra w 1935 roku otrzymał Order Lenina. W tym samym roku został awansowany do stopnia pierwszego sekretarza KC Okręgu Moskiewskiego, a więc całego obwodu moskiewskiego liczącego wtedy 11 milionów mieszkańców.

#### Okres stalinizacji
W 1932 roku został dostrzeżony przez Stalina i spotkał się z nim w jego daczy. Przywódca polubił młodego działacza, co wpłynęło na jego awans. Także Chruszczow został zwolennikiem Stalina w rozgrywkach międzypartyjnych, krytykując trockistów i zwolenników Grigorija Zinowjewa. W przeciwieństwie do dużej części moskiewskich przywódców partyjnych przeżył okres Wielkiej Czystki. Mimo tego stale obawiał się o swoje życie ze względu na dawny romans z trockizmem, do czego zresztą przyznał się w 1937 roku Kaganowiczowi. Kaganowicz wywalczył u Stalina ochronę dla Chruszczowa, a ten przyznał się do tego epizodu w swoim życiu na konferencji partyjnej, co pozwoliło mu uratować karierę.
Pod koniec 1937 roku, Stalin mianował Chruszczowa szefem partii komunistycznej na Ukrainie. W tym celu Chruszczow opuścił Moskwę i przeniósł się do Kijowa, który w styczniu 1938 roku ponownie stał się stolicą Ukrainy. W styczniu 1938 roku został również członkiem-kandydatem Politbiura. W marcu 1939 roku mianowany został pełnym członkiem tego organu.

### Okres II wojny światowej

#### Zachodnia Ukraina
Gdy 17 września Armia Czerwona zgodnie z ustaleniami paktu Ribbentrop-Mołotow zaatakowała wschodnią część Polski, Chruszczow, w towarzystwie żołnierzy radzieckich, przybył na zajęte tereny polskie, zamieszkiwane w większości przez etnicznych Ukraińców. Wielu z nich powitało inwazję ZSRR jako nadzieję na uzyskanie suwerenności. Rolą Chruszczowa w tym regionie było zapewnienie większości dla przyłączenia się do ZSRR w planowanych wyborach. Wybory wskutek dużej akcji propagandowej oraz licznych oszustw wyborczych przyniosły Sowietom sukces i jednogłośne włączenie tych obszarów do ZSRR. 1 listopada 1939 roku Zachodnia Ukraina stała się częścią Ukraińskiej Socjalistycznej Republiki Radzieckiej. Chruszczow obsadził organizacje na zajętych obszarach głównie Ukraińcami ze wschodu kraju, co przyczyniło się do wyobcowania miejscowych zachodnich Ukraińców. Dużymi przeszkodami dla osiągnięcia jedności na Ukrainie były też konfiskata ziemi i włączenie ich do kołchozów wbrew oczekiwaniom chłopstwa na przyznanie im przez nowy rząd ziemi na własność.

#### Wojna z Niemcami

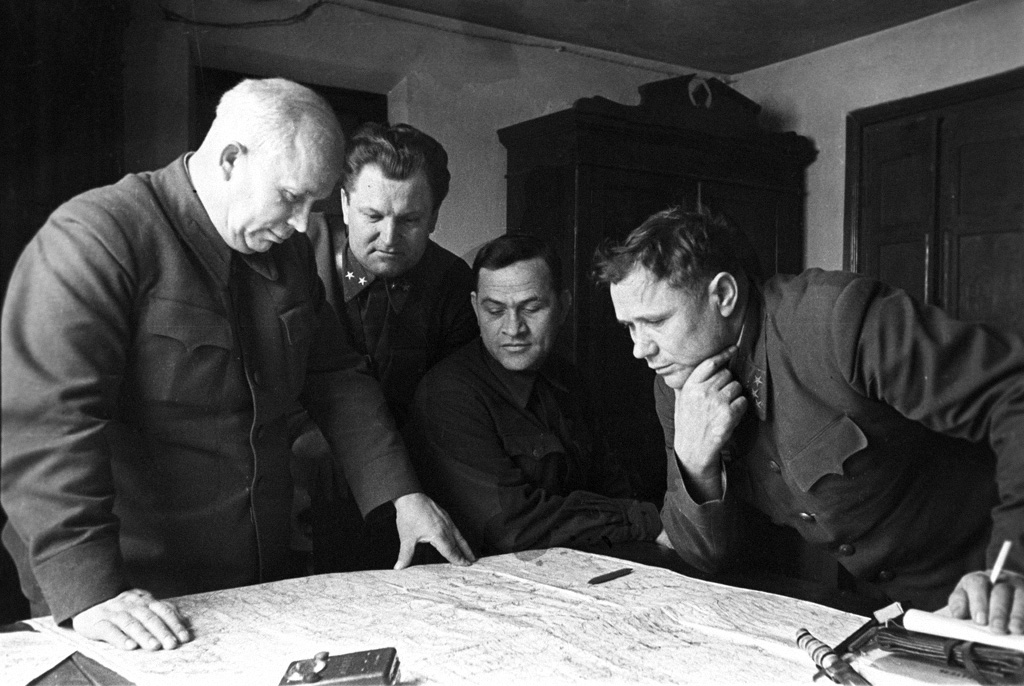
Chruszczow (na lewo) w trakcie działań w ramach Frontu Stalingradzkiego

Kiedy hitlerowskie Niemcy napadły na ZSRR w czerwcu 1941 roku, Chruszczow znajdował się w Kijowie. Po inwazji Stalin mianował go komisarzem politycznym. Chruszczow służył na wielu frontach jako pośrednik między miejscowymi dowódcami wojskowymi i przywódcami politycznymi w Moskwie. Po przegranej przez ZSRR bitwie o Kijów udało mu się wycofać z otoczonego miasta. W trakcie starcia o ukraińską stolicę, wraz z marszałkiem Siemionem Budionnym, bezskutecznie apelował do Stalina o wcześniejszą ewakuację ludzi z miasta, co zostało przez radzieckiego przywódcę zignorowane. Biografowie Chruszczowa uważają, że podczas tej bitwy Chruszczow przeżył duży wstrząs i polityczne otrzeźwienie, co wpłynęło na jego negatywne nastawienie do osoby Stalina.
W 1942 roku trafił na front południowo-zachodni, gdzie wraz z Siemionem Timoszenką zaproponował organizację ogromnej kontrofensywy w rejonie Charkowa. Stalin zatwierdził tylko część ich planu, wysyłając do ofensywy 640 tysięcy żołnierzy. Uderzenie rozpoczęte 12 maja 1942 roku zaowocowało na początku sukcesem. Jednak wraz z upływem czasu nacierające dywizje Armii Czerwonej zostały otoczone przez Niemców. W rezultacie oddziały radzieckie odniosły poważne straty, a wielu żołnierzy pojmano do niewoli. Stalin niezadowolony z wyników operacji zdegradował Timoszenkę i karnie przeniósł Chruszczowa do Moskwy. Choć Stalin napomknął o chęci aresztowania i egzekucji Chruszczowa, pozwolił mu powrócić na front i wysłał go jako komisarza do Stalingradu. Na Front Stalingradzki dotarł w sierpniu 1942 roku, wkrótce po rozpoczęciu bitwy o miasto. Jego rola w obronie Stalingradu była niewielka, gdyż decydującą rolę w dowodzeniu garnizonem miasta dzierżył generał Wasilij Czujkow. Jako komisarz pozostawał w Stalingradzie przez większość walk i co najmniej raz nieomal nie poległ. Przed rozpoczęciem zwycięskiej dla ZSRR operacji Uran, której celem było oswobodzenie miasta, spędził wiele czasu na sprawdzaniu morale i gotowości wojsk oraz przeglądzie niemieckich jeńców i rekrutacji niektórych z nich w celach propagandowych.
Operacja Uran zmusiła Niemców do odwrotu spod Stalingradu, a Chruszczow trafił na inne fronty. W lipcu 1943 roku został włączony do wojsk radzieckich walczących w bitwie na łuku kurskim. Bitwa była dużym sukcesem ZSRR i ostatnią większą niemiecką ofensywą na terenie Związku Radzieckiego. Sam Chruszczow twierdził, że wiedział o oddziałach niemieckich zmierzających w kierunku Kurska po tym, gdy osobiście przesłuchiwał dezertera z SS. Część historyków uważa jednak, że informacja ta została przez niego podkoloryzowana. Następnie towarzyszył w wyzwoleniu Kijowa w listopadzie 1943 roku. Gdy wojska sowieckie zaczęły odnosić liczne zwycięstwa nad Wehrmachtem, kierując się w stronę granic III Rzeszy, Chruszczow zaangażował się w odbudowę Ukrainy, przyjmując desygnację na premiera USRR.
Jego syn z pierwszego małżeństwa, Leonid, pilot bombowca, po przypadkowym śmiertelnym zranieniu kolegi, stanął przed sądem wojskowym. Pozwolono mu na przekwalifikowanie na pilota myśliwca, a 11 marca 1943 r. został zestrzelony w pobliżu Smoleńska. Ponieważ ciała nie odnaleziono, jego żonę, Lubow Kutozową, skazano na 6 lat obozu pracy i 5 lat zesłania. Ich córkę Julię adoptowali dziadkowie.

### Droga na szczyt władzy

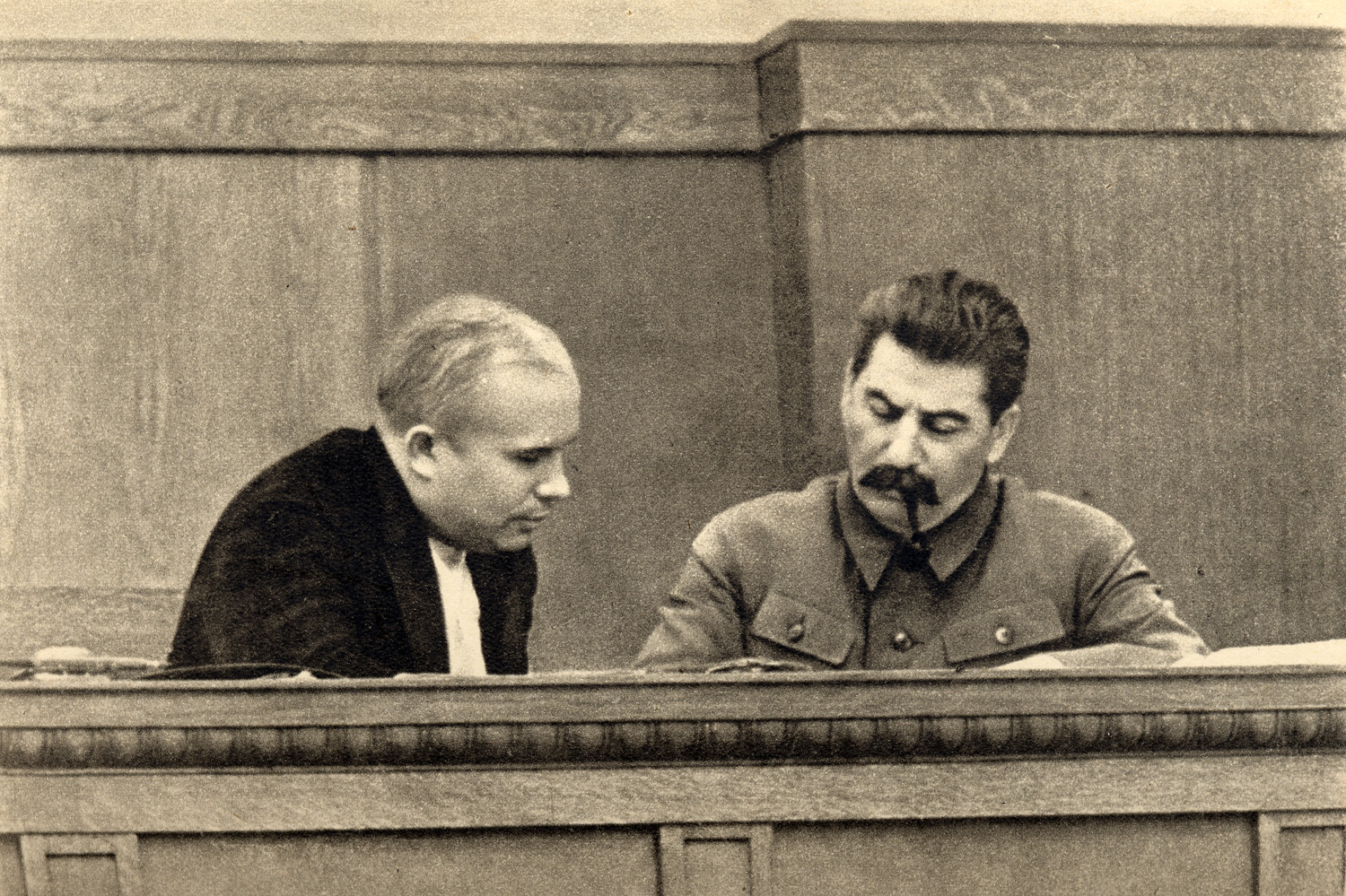
Nikita Chruszczow i Józef Stalin, rok 1936

#### Powrót na Ukrainę
W wyniku wojny cały obszar Ukrainy został czasowo zajęty przez Niemców. W chwili powrotu Chruszczowa do kraju w 1943 roku, znajdowała się ona w stanie wojennej dewastacji. Przemysł republiki został zniszczony, a rolnictwo odnosiło poważne niedobory. Jeden na sześciu Ukraińców zginął w wyniku działań wojennych, miliony Ukraińców zostało wywiezionych w trakcie okupacji do Niemiec jako robotnicy przymusowi lub jeńcy wojenni. Odbudowę gospodarki znacznie utrudniały niewielkie zbiory, jak i intensywne susze, które dotknęły Ukrainę i Zachodnią Rosję. Chruszczow, zdając sobie sprawę z rozpaczliwej sytuacji rolnictwa ukraińskiego, wielokrotnie bezskutecznie apelował do Stalina o udzielenie pomocy. Apele te radziecki przywódca ignorował. Na udzielenie pomocy w postaci transportów żywności i pieniędzy zgodził się dopiero po bezpośredniej wizycie Chruszczowa w Moskwie. Korzystając z pomocy, Chruszczow otworzył sieć stołówek serwujących posiłki dla najbardziej potrzebujących mieszkańców. Szczególnie duży wkład wniósł w odbudowę rodzinnych stron, które osobiście odwiedził jako premier USRR. Jako premier Ukrainy kierował też poborem nowych rekrutów do Armii Czerwonej oraz zwalczaniem resztek Ukraińskiej Powstańczej Armii (UPA). Domagał się poszerzenia terytorium Ukrainy sowieckiej o ziemie polskie, leżące po drugiej stronie linii Curzona, w tym Chełmszczyzny i części Podlasia.
Pozycja Chruszczowa została zachwiana już po wojnie, w lutym 1947 roku. Stalin wysłał wówczas na Ukrainę Łazara Kaganowicza, który miał pomóc Chruszczowowi. W rzeczywistości już w następnym miesiącu, ukraiński Komitet Centralny usunął polityka z funkcji lidera partii, zastępując go Kaganowiczem. Po tych wydarzeniach Chruszczow zachorował i do września tego samego roku rzadko występował publicznie. W swoich wspomnieniach wyznawał, że miał wtedy zapalenie płuc. Jednak niektórzy biografowie uważają, że chorobę Chruszczow wymyślił, obawiając się możliwych konsekwencji dymisji. Korzystając z urlopu chorobowego, wraz z dziećmi udał się na wczasy do jednego z kurortów na Łotwie, a następnie w Królewcu. Pod koniec roku Kaganowicz został odesłany do Moskwy, dzięki czemu Chruszczow odzyskał urząd pierwszego sekretarza. Koncentrując władzę wokół siebie, zrezygnował z funkcji premiera USRR na rzecz swojego protegowanego, Demjana Korotczenki.
Ostatnie lata Chruszczowa na Ukrainie wiązały się ze stabilizacją, ostateczną klęską UPA, odbudową przemysłu i rozwojem rolnictwa. Dokończył proces kolektywizacji rolnictwa na Zachodzie Ukrainy oraz wdrażał proces przekształcenia chłopstwa w wiejski proletariat, polegający na tworzeniu agromiasteczek, w ramach których rolnicy zyskali dostęp do mediów czy bibliotek nieobecnych dotychczas na obszarach wiejskich. W trakcie jego pobytu na Ukrainie udało mu się w całości ukończyć jedynie jedno agromiasteczko, po czym w grudniu 1949, na rozkaz Stalina przeprowadził się na stałe do Moskwy. W lutym 1948 r. organizował oczyszczanie wsi z tzw. „elementów szkodliwych”. Łącznie z inspiracji Chruszczowa aresztowano prawie milion ludzi, a skala i brutalność dają się porównać z wysiedleniem kułaków. W swoich późniejszych wspomnieniach deklarował swoje przywiązanie do narodu ukraińskiego oraz sympatię względem tego kraju.
Zdeklarowany antysemita. Sprzeciwiał się, bezpośrednio po wojnie, okazywaniu jakichkolwiek względów Żydom wracającym z obozów zagłady, np. zwrotu zajętych mieszkań.

#### Ostatnie lata życia Stalina
Chruszczow został szefem partii w Moskwie i regionie. Objął stanowisko w celu zrównoważenia wpływów Gieorgija Malenkowa i Ławrientija Berii, którzy byli powszechnie postrzegani jako spadkobiercy radzieckiego przywódcy. Chruszczow nie był zadowolony z przenosin do stolicy ZSRR. Rozkaz dotyczący przeniesienia uznał za przejaw ciągłych obaw dyktatora przed spiskami (co jego zdaniem wynikało z zaburzeń psychicznych Stalina). W trakcie pobytu w stolicy poznał bliżej szereg czołowych postaci radzieckiej polityki, w tym Malenkowa, Berię, Klimienta Woroszyłowa, Wiaczesława Mołotowa i Nikołaja Bułganina, dołączając tym samym do najbliższego grona współpracowników Stalina, decydujących w praktyce o działaniu państwa.
W 1950 roku uruchomił dla Moskwy duży program budowy mieszkań, z których wiele pozostaje w użytkowaniu aż do dzisiaj. Budynki powstały z wykorzystaniem technologii wielkiej płyty lub cegły. W latach rządów Nikity Chruszczowa były stawiane masowo na terenie całego państwa. Współcześnie tego typu zabudowania zamieszkuje aż 60 milionów mieszkańców byłego ZSRR.
Kolejną z moskiewskich reform Chruszczowa było usprawnienie pracy kołchozów. Polityk zmniejszył liczbę kołchozów w regionie Moskwy o około 70%, powodując zwiększenie efektywności zarządzania nielicznych gospodarstw, których działanie kontynuowano. Bezskutecznie próbował wdrożyć budowę agromiasteczek, umieszczając nawet w marcu 1951 roku obszerny artykuł na ten temat w jednym z wydań „Prawdy”. Stalin odrzucił jednak ten pomysł. Zbyt samodzielne działania Chruszczowa odnośnie do rolnictwa spowodowały jego marginalizację. Cały czas należał jednak do grupy najbliższej Stalinowi. Do pełni wpływów powrócił po śmierci radzieckiego przywódcy w marcu 1953 roku.

#### Walka o władzę w partii
6 marca 1953 roku ogłoszono śmierć Stalina i wybrano nowe kierownictwo. Malenkow został premierem, Beria (umocnił przy tym władzę nad służbami bezpieczeństwa), Kaganowicz, Bułganin i Mołotow otrzymali natomiast stanowiska wicepremierów. Członkowie Prezydium Komitetu Centralnego niedawno promowani przez Stalina zostali zdegradowani. Sam Chruszczow został pozbawiony funkcji przewodniczącego partii w Moskwie i skoncentrował się na bliżej nieokreślonych obowiązkach w Komitecie Centralnym partii. Wpływy Chruszczowa według zachodniej prasy były minimalne i najmniej znaczące spośród wszystkich członków Prezydium. Niespodziewanie jego znaczenie wzrosło po tym, gdy 14 marca Malenkow zrezygnował z pełnienia sekretariatu w KC w reakcji na oskarżenia o zbyt duże uprawnienia. We wrześniu Chruszczow został formalnie wybrany pierwszym sekretarzem KC.
Jeszcze zanim Stalin został pochowany, Beria rozpoczął szereg potężnych reform zbliżonych do tych realizowanych później przez Chruszczowa, a nawet tych wdrażanych 30 lat później przez Michaiła Gorbaczowa. Beria starał się przy tym ukryć własne zbrodnie, przerzucając swoją odpowiedzialność na zmarłego dyktatora. Jednymi z kluczowych decyzji Berii były amnestia, która objęła ponad milion więźniów i propozycja likwidacji NRD, która miała być włączona w skład zjednoczonych, neutralnych Niemiec. Chruszczow uznał zjednoczeniowy pomysł za antykomunistyczny podobnie jak kilka innych propozycji Berii. W celu ich zablokowania Chruszczow sprzymierzył się z Malenkowem i rozpoczął kampanię przeciwko Berii, który miał rzekomo planować wojskowy zamach stanu. 26 czerwca 1953 roku Beria został aresztowany na posiedzeniu Prezydium, a następnie osądzony i stracony wraz z pięcioma bliskimi współpracownikami w grudniu 1953 roku. Odsunięcie Berii było ostatnim w historii ZSRR odsunięciem polityka od władzy przez egzekucję.
Walka o władzę w partii nie została zakończona. Władzę objęło kolektywne kierownictwo w osobach Chruszczowa, Malenkowa i Bułganina. Malenkow przedstawiał odmienną od Chruszczowa wizję państwa. Chciał on zreorganizować rząd, zwiększając jego uprawnienia kosztem partii. Chruszczow stał się na tyle potężny, że był w stanie wyznaczyć wielu swoich zwolenników ze struktur lokalnych na stanowiska członkowskie w KC. Za zwycięstwem Chruszczowa przemówiły zapoczątkowana przez niego Kampania zagospodarowania nieużytków (miała na celu podniesienie produkcji rolnej w ZSRR w latach 1954–1960 poprzez zaoranie nieużytków rolnych, głównie stepów w Kazachstanie, ale także w Rosji (rejony Wołgi, Uralu, Syberii i rosyjskiego Dalekiego Wschodu), która początkowo okazała się dużym sukcesem) oraz zainteresowanie się prokuratury udziałem Malenkowa w tzw. sprawie leningradzkiej z 1949 roku.
Na posiedzeniu Komitetu Centralnego w styczniu 1955 roku, Malenkow został oskarżony o udział w sprawie leningradzkiej i ułatwienie Berii dojścia do władzy. Na posiedzeniu Rady Najwyższej w następnym miesiącu został zdymisjonowany z funkcji premiera. Ku zdziwieniu zachodnich obserwatorów zastąpił go Nikołaj Bułganin. Chruszczow jeszcze przed tym wydarzeniem umocnił swoje wpływy wśród lokalnych przywódców partyjnych. Wraz z dymisją Malenkowa, Chruszczow stał się w praktyce najważniejszą osobą w partii. Sam Malenkow pozostał jednak w rządzie, pełniąc o wiele mniej znaczącą funkcję ministra energetyki.

### Przywódca ZSRR (1953–1964)

#### Polityka wewnętrzna

##### Konsolidacja władzy: tajny referat
Po degradacji Malenkowa Chruszczow zachował na krótko dobre relacje z Mołotowem, a wieloletni szef radzieckiej dyplomacji zaproponował nawet Chruszczowowi, że to on, a nie Bułganin powinien zostać premierem. Z czasem Chruszczow i Mołotow poróżnili się. Mołotow poddał krytyce politykę zagospodarowania nieużytków, zgłaszając projekt zwiększenia wydajności produkcji na już rozwiniętych rolniczo obszarach. Kolejną rozbieżnością okazała się sprawa traktatu pokojowego z Austrią – Chruszczow dążył do jego podpisania i wycofania z tego państwa wojsk radzieckich. Mołotow z kolei prezentował twardogłowe stanowisko. Chruszczow bez konsultacji z Mołotowem przyjął w stolicy austriacką delegację i wynegocjował traktat, wycofując się tym samym militarnie z tego państwa. Na posiedzeniu Komitetu Centralnego w połowie 1955 roku, Chruszczow wraz z pozostałymi członkami Prezydium oskarżył Mołotowa o prowadzenie polityki zagranicznej, która przedstawiała ZSRR jako państwo agresywne. Pomimo krytyki minister zachował swoje stanowisko.
Pod koniec 1955 roku tysiące więźniów politycznych z sieci obozów pracy Gułagu zostało wypuszczonych na wolność, a po powrocie do domu opowiedziało swoje doświadczenia życia obozowego. Chruszczow rozpoczął działania zmierzające do ujawnienia zbrodni stalinowskich i rozliczeń ze stalinizmem. Od października 1955 roku planował wygłosić na zbliżającym się XX Zjeździe KPZR referat o zbrodniach reżimu Stalina, czemu na niejawnym posiedzeniu partyjnych notabli sprzeciwiali się niektórzy działacze. W tym gronie znaleźli się Malenkow i Mołotow.
XX Zjazd Partii rozpoczął się w dniu 14 lutego 1956 roku. Już w swoich pierwszych słowach Chruszczow poddał Stalina krytyce. 25 lutego we wczesnych godzinach porannych wygłosił przemówienie, które przeszło do historii jako tajny referat. Przemowa odbyła się na zamkniętej sesji ograniczonej do delegatów pochodzących wyłącznie z ZSRR. W czterogodzinnym przemówieniu Chruszczow zburzył reputację Stalina. Poinformował delegatów o brutalności swojego poprzednika i nadużywaniu przez niego władzy drogą represji i fizycznego unicestwienia nie tylko faktycznych wrogów, ale w większości osób, które nie zawiniły w żaden sposób ani partii, ani rządowi.
Termin tajny referat okazał się zupełnym nieporozumieniem. Delegaci z Europy Wschodniej usłyszeli o nim od oficjeli radzieckich uczestniczących w Zjeździe. Niektóre z rządów państw socjalistycznych, poznając treść tego wystąpienia, oficjalnie opublikowały go. Polska zrobiła to w ciągu miesiąca. Treść referatu szybko dotarła na Zachód. Referat nie wpłynął znacząco na postawy radzieckiego społeczeństwa, wywołał jednak niepokoje w Polsce i powstanie węgierskie 1956. Pod wpływem tych wydarzeń obrońcy Stalina zorganizowali protesty w Gruzji, skąd pochodził dyktator. Protesty przerodziły się w trwające cztery dni zamieszki, w trakcie których protestujący Gruzini domagali się dymisji Chruszczowa i zastąpienia go przez Mołotowa. Po jeszcze większym rozpropagowaniu treści referatu poprzez spotkania partyjne, na których był on odczytywany, radzieccy komuniści potępili Stalina w jeszcze większym stopniu. Niektórzy z nich wezwali nawet do wielopartyjnych wyborów i potępienia samego Chruszczowa. Z drugiej strony zwykli mieszkańcy często lekceważyli informacje o zbrodniach reżimu stalinowskiego i bronili dyktatora, widząc w destalinizacji niepotrzebne grzebanie w historii.
Przeciwna Chruszczowowi mniejszość w Prezydium zjednoczyła się w celu odrzucenia reformy Chruszczowa zmierzającej do decentralizacji kontroli nad przemysłem. W pierwszej połowie 1957 roku Malenkow, Mołotow i Kaganowicz rozpoczęli działania zmierzające do odwołania Chruszczowa. 18 czerwca na posiedzeniu Prezydium kilku ze stalinowskich przedstawicieli partii zaproponowało odsunięcie Chruszczowa od władzy, co poparł m.in. dotychczasowy protegowany Chruszczowa, Bułganin. W obronie I sekretarza stanął marszałek Gieorgij Żukow. Chruszczow wkrótce dowiedział się o planach stalinistów. Określił ich jako antypartyjną grupę Malenkowa, Kaganowicza, Mołotowa, Bułganina, a na Plenum Centralnego Komitetu KPZR oskarżył o frakcyjność i udział w zbrodniach stalinowskich. Trzech z nich zostało wydalonych z KC i Prezydium. Mołotow został wysłany do Mongolii jako ambasador, a reszta objęła stanowiska w obiektach przemysłowych i instytutach znajdujących się daleko od Moskwy.
Marszałek Żukow został nagrodzony za okazane wsparcie pełnym członkostwem w Prezydium. Chruszczow mimo to bał się jego wpływów i popularności pośród obywateli. W październiku minister obrony został wysłany w podróż po Bałkanach, a Chruszczow zaaranżował spotkanie Prezydium mające odwołać marszałka. Żukow, gdy dowiedział się o wydarzeniach w Moskwie, powrócił do stolicy, gdzie został formalnie poinformowany o dymisji. Na posiedzeniu KC, które odbyło się kilka tygodni później, żaden z członków KC nie wypowiedział się w obronie zdymisjonowanego marszałka. Chruszczow konsolidację władzy zakończył dymisją Bułganina (który został mianowany szefem Gosbanku), przyjęciem urzędu premiera oraz utworzeniem Rady Obrony ZSRR, którą osobiście prowadził. Chociaż Chruszczow był odtąd niekwestionowanym przywódcą, to nigdy nie cieszył się władzą absolutną w stylu stalinowskim.

##### Liberalizacja ustrojowa i kulturalna
Po przejęciu władzy zapoczątkował liberalizację ustrojową, która objęła szereg dziedzin życia publicznego, w tym kulturę. Jeszcze w 1956 roku pozwolił opublikować powieść Władimira Dudincewa Nie samym chlebem, którą sam uważał za sprzeczną z doktryną państwową. Z drugiej zaś strony w kraju dalej obowiązywała cenzura. W 1958 roku Chruszczow zorganizował nagonkę medialną na pisarza Borisa Pasternaka po tym, gdy jego powieść Doktor Żywago została opublikowana za granicą (pisarzowi odmówiono publikacji książki w Związku Radzieckim). Autor w jej wyniku został wykluczony z radzieckiego Związku Pisarzy. Kampania ta okazała się klęską, gdyż twórca otrzymał za swoje dzieło Nagrodę Nobla w dziedzinie literatury – odmówił jednak jej przyjęcia pod silną presją krajowej opinii publicznej. Po kompromisowej decyzji Pasternaka, Chruszczow nakazał natychmiastowe wstrzymanie ataków na pisarza. W swoich wspomnieniach przywódca stwierdził, że żałował zablokowania publikacji w ZSRR, a po utracie władzy otrzymał książkę i przeczytał ją stwierdzając, że pozycja powinna zostać wydana, gdyż nie ma w niej żadnych antyradzieckich treści.
Uważał, że ZSRR może dogonić poziom życia Zachodu, w związku z czym pozwolił mieszkańcom ZSRR na wyjazdy na Zachód, podczas gdy Stalin zgadzał się na wyjazdy zagraniczne jedynie niewielkiej grupy mieszkańców kraju (oraz niewielkiej liczbie turystów na odwiedzenie Związku Radzieckiego). Przywódca radziecki nie tylko zezwolił obywatelom radzieckim na zagraniczne podróże (w samym roku 1957 odbyło je 700 tysięcy obywateli), ale pozwolił też obcokrajowcom na odwiedzanie Związku Radzieckiego. Dzięki takiej polityce otwarcia państwo stało się przedmiotem ogromnego zainteresowania zagranicznych turystów. W lecie 1957 pozwolił Komsomołowi na organizację w Moskwie 6 Światowego Festiwalu Młodzieży i Studentów (w imprezie udział brali przedstawiciele Światowej Federacji Młodzieży Demokratycznej i Międzynarodowej Unii Studentów). W socjalistycznym karnawale wzięło udział ponad trzy miliony mieszkańców stolicy i 30 tysięcy młodych działaczy z zagranicy.

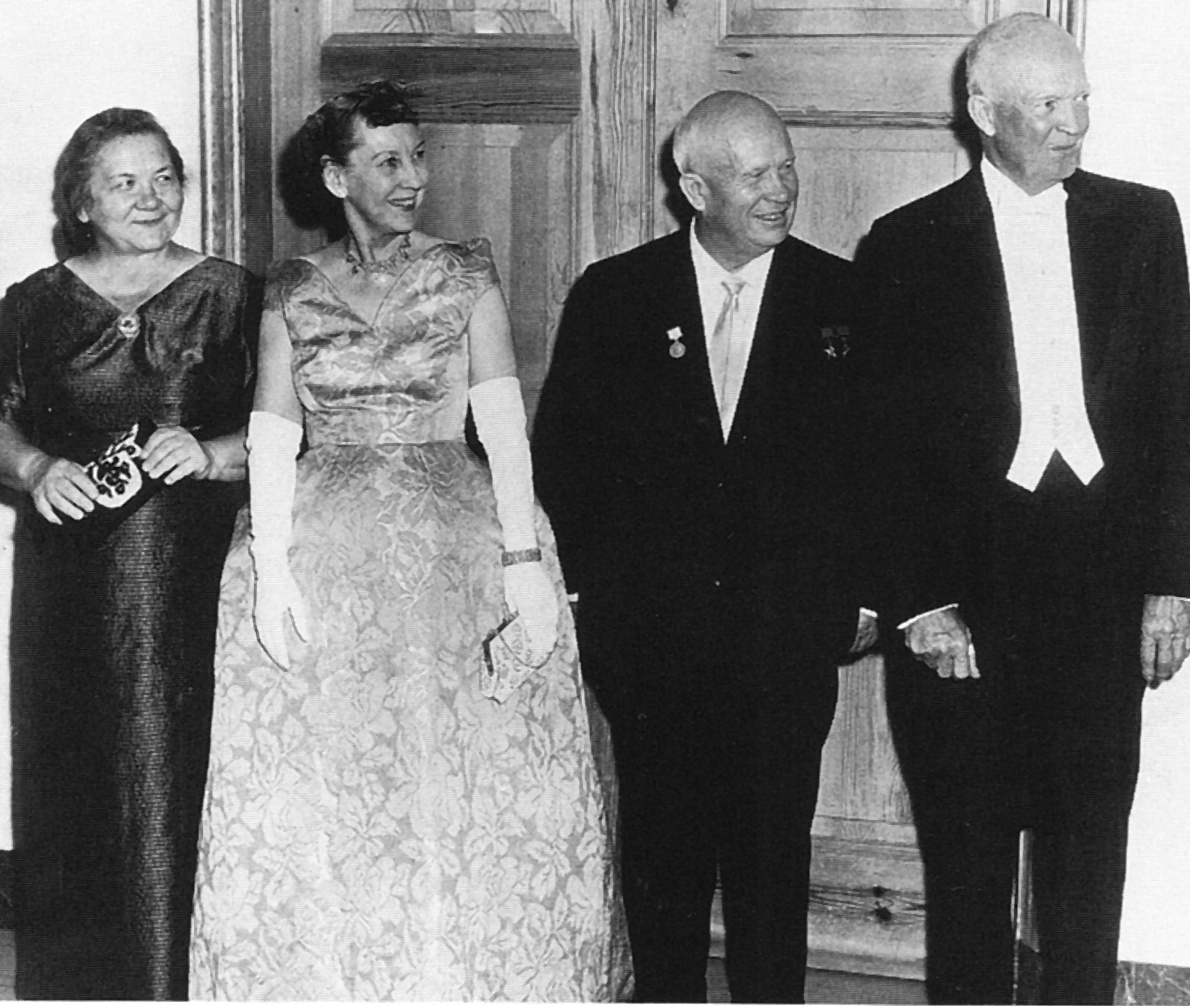
Chruszczow wraz z żoną na spotkaniu z prezydentem Dwightem Eisenhowerem i Mamie Eisenhower, rok 1959

W 1962 roku, będąc pod wrażeniem opowiadania Jeden dzień Iwana Denisowicza Aleksandra Sołżenicyna, przekonał Prezydium, aby umożliwiło jego publikację. Ostatni etap Odwilży zakończył się 1 grudnia tego samego roku, gdy odwiedził Moskiewski Maneż. Na miejscu zobaczył wystawę zawierającą szereg dzieł awangardowych. Chruszczow nazwał te dzieła sztuki mianem psiego gówna oraz stwierdził, że osioł może stworzyć lepszą sztukę ogonem. Już tydzień później Prawda wezwała artystów do czystości artystycznej. Filmowcy i pisarze bronili malarzy; w rezultacie czego wystawa pozostała w dalszej mierze otwarta, a nawet doświadczyła znacznego wzrostu odwiedzających. W przeciwieństwie do czasów stalinowskich, po destalinizacji niepokornym artystom nie groziło ani więzienie, ani wygnanie z kraju.

##### Reformy polityczne
Chruszczow zniósł specjalne trybunały prowadzone przez służby bezpieczeństwa. Trybunały te znane jako trojki często ignorowały procedury prawne. Za jego rządów nie doszło do istotnych procesów politycznych. Dysydenci byli zazwyczaj karani jedynie usunięciem z partii. W 1958 otworzył posiedzenie Komitetu Centralnego, na którym po raz pierwszy prace komisji były podane do informacji publicznej. W 1962 roku podzielił prowincjonalne komitety partyjne na dwie struktury – rolnicze i przemysłowe. Ta reforma okazała się niepopularna wśród partyjnego aparatu i doprowadziła do niepokojów wewnątrz partii. Chruszczow z czasem wszedł też w konflikt z Komitetem Centralnym po tym, gdy nakazał, aby jedna trzecia członków poszczególnych komisji KC była wymieniana co wybory. Taki przebieg reform nie zyskał poparcia nawet pośród przywódców partyjnych, którzy wsparli dojście Chruszczowa do władzy.

##### Polityka agrarna
Od lat 40. Chruszczow lobbował na rzecz upraw kukurydzy w ZSRR. Na Ukrainie założył instytut kukurydzy, a na ziemiach dziewiczych nakazał posadzić tysiące akrów tej rośliny. W lutym 1955 roku wygłosił przemówienie, w którym opowiedział się za wdrożeniem upraw kukurydzy wzorem stosowanych w amerykańskim stanie Iowa. Tego lata radziecka delegacja odwiedziła tenże stan celem podpatrzenia metod uprawy. Pierwotnym zamiarem delegacji było odwiedzenie jedynie małych gospodarstw. Mimo to szef delegacji dał się namówić na spotkanie z potentatem rolniczym Roswellem Garstem. Delegacja odwiedziła farmę Garsta a ten we wrześniu udał się z wizytą do Związku Radzieckiego. Farmer zaprzyjaźnił się z samym Chruszczowem i sprzedał do ZSRR 4500 ton kukurydzy nasiennej. Wdrażanie upraw okazało się tylko połowicznym sukcesem ze względu na niezbyt sprzyjające warunki naturalne panujące na sporym obszarze państwa radzieckiego.
Z upływem lat radzieckie rolnictwo borykało się z coraz większymi problemami. Były one spowodowane szybką mechanizacją, przez którą wiele kołchozów zbankrutowało, nie nadążając za tempem modernizacji. Do słabości radzieckiego rolnictwa przyczyniły się też teorie Trofima Łysenki, który był jednym z doradców Chruszczowa. Łysenkizm przyczynił się ponadto do znacznego opóźnienia rozwoju genetyki w Związku Radzieckim. W czerwcu 1962 roku rząd podniósł ceny żywności, zwłaszcza mięsa i masła, co doprowadziło do wzrostu niezadowolenia społecznego. Podwyżki spowodowały protest robotników w Nowoczerkasku, który został stłumiony przez wojsko. Informacje o buncie zostały w ZSRR utajone. Rozeszły się jednak w drugim obiegu, skąd trafiły na Zachód, poważnie nadwerężając do tej pory dobrą reputację Chruszczowa. Do pogorszenia sytuacji doszło w 1963 roku wraz z nadejściem suszy. Do tej pory władze ZSRR były niechętne zakupowi żywności z Zachodu. Chruszczow zdecydował jednak o nabyciu zapasów zboża i innych produktów spożywczych, co zakończyło kryzys.

##### Edukacja

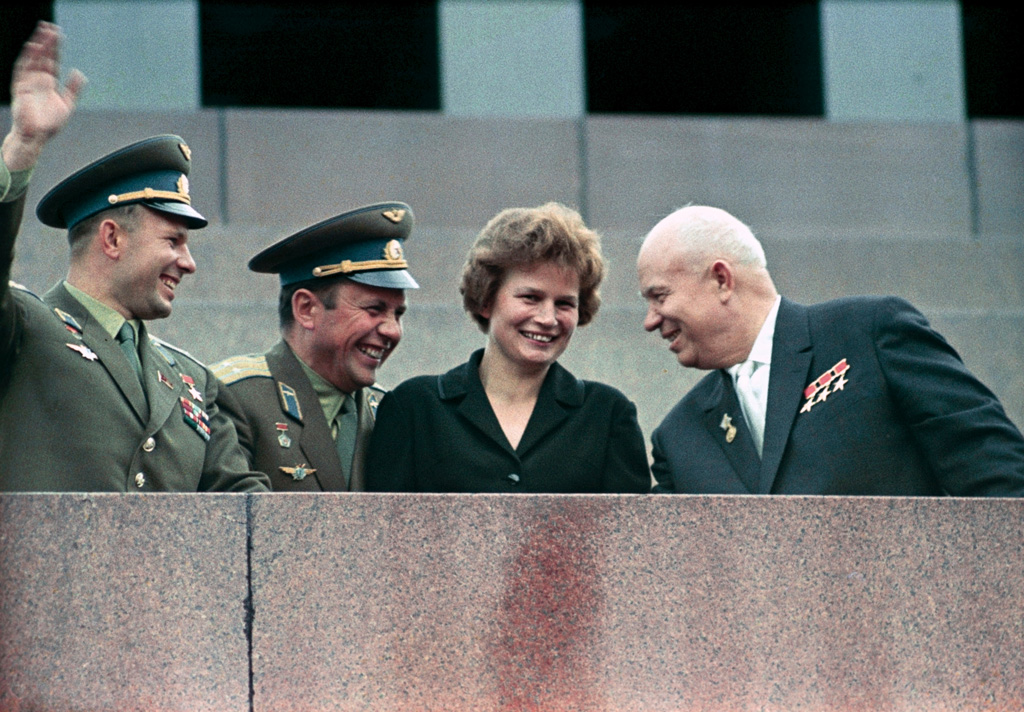
Chruszczow (na prawo) z kosmonautami radzieckimi – Jurijem Gagarinem, Pawło Popowiczem i Walentiną Tierieszkową, rok 1963

Podczas wizyty w Stanach Zjednoczonych w 1959 roku, był pod wielkim wrażeniem programu edukacji rolniczej na Uniwersytecie Stanowym Iowa i starał się naśladować ten wzorzec w Związku Radzieckim. W tym czasie główna szkoła rolnicza ZSRR znajdowała się w Moskwie, a jej studenci nie wykonywali pracy fizycznej na roli. Chruszczow zaproponował, aby program edukacyjny przenieść na obszary wiejskie. Nie powiodło się to jednak ze względu na opór ze strony zarówno kadry dydaktycznej, jak i studentów.
Założył kilka miasteczek akademickich, w tym Akademgorodok. Premier uważał, że zachodnia nauka rozwijała się ponieważ wielu naukowców mieszkało na stałe w miasteczkach takich, jak Oxford, odizolowanych od rozrywek wielkich miast, kompensując to przyjemnymi warunkami życia i dobrym wynagrodzeniem. Starał się powielać takie warunki pracy w ZSRR. Eksperyment Chruszczowa okazał się sukcesem, jednak jego ośrodki naukowe i miasteczka akademickie przyciągały głównie młodszych naukowców, podczas gdy starsi nie chcieli opuszczać Moskwy czy Leningradu. Chruszczow zaproponował również, aby zrestrukturyzować radzieckie szkoły wyższe. W wyniku programu zwiększyła się liczba młodzieży, która zdecydowała się studiować. Chciał przesunięcia punktu ciężkości szkolnictwa na kształcenie zawodowe. Uczniowie spędzali dużo czasu na praktykach zawodowych a tylko niewiele w samych placówkach edukacyjnych.
Z planów promocji szkolnictwa zawodowego wycofano się po odsunięciu Chruszczowa od sprawowania władzy. Jedną z niewielu trwalszych zmian było utworzenie specjalistycznych szkół dla uzdolnionych lub chcących studiować jeden konkretny zakres badawczy. Szkoły te były wzorowane na szkołach języków obcych, które powstały w Moskwie i Leningradzie na początku 1949 roku. W 1962 w Nowosybirsku powstała specjalna szkoła letnia, w której przygotowywano słuchaczy do rozwoju wiedzy matematycznej i startu w olimpiadach. W następnym roku w Nowosybirsku otwarta została Szkoła Specjalizująca się w Nauce Matematyki i Nauk Ścisłych. Była to pierwsza placówka skupiająca się na przedmiotach ścisłych. Kolejne takie podmioty zostały wkrótce założone w Moskwie, Leningradzie i Kijowie. Na początku lat 70. działało ponad 100 szkół specjalistycznych (w dziedzinach matematyki, nauk ścisłych, sztuki, muzyki i sportu). W ramach reformy Chruszczowa rozbudowano też edukację przedszkolną. Do końca sprawowania przez niego władzy około 22% radzieckich dzieci uczęszczało do przedszkoli (w tym około połowa dzieci miejskich i tylko około 12% dzieci wiejskich).

#### Polityka zagraniczna i obronna

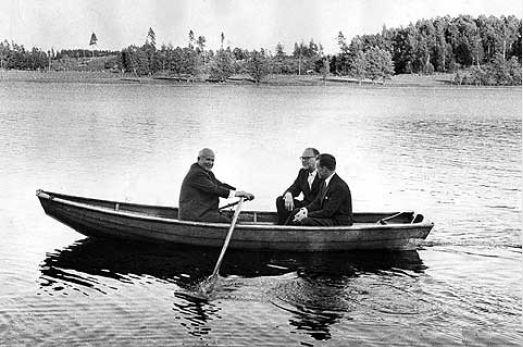
Chruszczow (kieruje łodzią) i premier Szwecji Tage Erlander, rok 1964

##### Stany Zjednoczone i świat zachodni

###### Wczesne relacje i wizyta w Stanach Zjednoczonych (1957-1960)
Chruszczow w chwili objęcia władzy nie był na Zachodzie znanym politykiem. Świat zachodni ze zdziwieniem przyjął objęcie przez niego steru władzy a opinia publiczna nie wiedziała, czego może się spodziewać po nowym radzieckim premierze. W 1957 roku został Człowiekiem Roku tygodnika „Time”. Swoje rządy rozpoczął od poszukiwania rozwiązania problemu podziału Niemiec i enklawy Berlina Zachodniego znajdującej się głęboko na terytorium NRD. W listopadzie 1958 roku określił Berlin Zachodni mianem nowotworu złośliwego i dał Ameryce, Wielkiej Brytanii i Francji półroczne ultimatum odnośnie do wycofania ich wojsk z Berlina. W przypadku pozostania na miejscu zachodnich żołnierzy zagroził blokadą miasta. Chruszczow, nie chcąc otwartej konfrontacji z Zachodem, kilkukrotnie przedłużał termin ultimatum.
W polityce obronnej porzucił plany Stalina zmierzające do rozbudowy marynarki oraz zmniejszył o jedną trzecią rozmiar radzieckich sił zbrojnych. W celu redukcji armii zwolnił wielu młodych mieszkańców (szczególnie studentów) z obowiązkowej służby wojskowej. Redukcja sił zbrojnych miała być według niego kluczem do ocieplenia relacji z USA. Pomimo tych działań modernizował armię, wszedł w posiadanie nowoczesnych technik wojskowych w tym międzykontynentalnych rakiet balistycznych, których zasięg trzymał Zachód w stanie ciągłej presji politycznej. Znacznie rozwinął program kosmiczny, który rozwijał się tak szybko, że gdy Sowieci ogłosili wystrzelenie Sputnika 1 na orbitę, wielu zachodnich polityków, w tym amerykański wiceprezydent Richard Nixon, uznało to za mistyfikację aż do czasu potwierdzenia prawdziwości tych doniesień.
W 1959 roku odbyła się wizyta Nixona w ZSRR a jeszcze w tym samym roku, 15 września, Chruszczow odwiedził Waszyngton. Wraz z premierem przybyły jego żona oraz dorosłe dzieci, co było ewenementem na radzieckiej scenie (rzadkością było zabieranie rodzin przez oficjeli na wizyty za granicą). Radziecki przywódca odwiedził ponadto Nowy Jork, Los Angeles i San Francisco (robiąc przy tym zakupy w supermarkecie), stan Iowa (gdzie odwiedził farmę swojego przyjaciela Roswella Garsta) oraz Pittsburgh. Wizyta premiera objęła spotkanie z prezydentem Eisenhowerem w Camp David. Polityk planował zwiedzić Disneyland, ale wizyta została odwołana ze względów bezpieczeństwa, budząc niezadowolenie polityka. Wycieczkę zrekompensował wizytą u Eleanor Roosevelt mieszkającej w mieście Hyde Park w stanie Nowy Jork. Podczas wizyty w budynku koncernu IBM w Kalifornii wykazał niewielkie zainteresowanie komputerami. Duże wrażenie zrobiła na nim natomiast stołówka samoobsługowa, której wzorzec powielił po powrocie do Związku Radzieckiego. Wizyta Chruszczowa w Stanach Zjednoczonych spowodowała nieformalne porozumienie z prezydentem Eisenhowerem. W jego ramach Amerykanie zgodzili się na pewne ustępstwa w sprawie Berlina a obie strony uświadomiły sobie, że polityka odprężenia jest możliwa.

###### U2 i kryzys berliński (1960-1961)

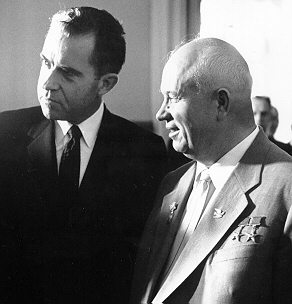
Chruszczow i Richard Nixon, rok 1959

Sprawą, która przyczyniła się do pogorszenia relacji na linii ZSRR-USA stało się zestrzelenie przez radziecką obronę przeciwlotniczą, krążącego w strefie powietrznej ZSRR amerykańskiego samolotu szpiegowskiego Lockheed U-2 1 maja 1960 roku. Pilot Gary Powers został aresztowany (a następnie wypuszczony i przekazany w ręce Amerykanów). Amerykanie, pomimo już wcześniejszego ujawnienia lotów szpiegowskich, prowadzili je, a radzieckie protesty były przez Waszyngton ignorowane. Po zestrzeleniu samolotu amerykański prezydent stwierdził, że loty odbywały się bez jego wiedzy a jedynie za przyzwoleniem dyrektora CIA Allena Dullesa. W obliczu narastającego kryzysu Chruszczow odwołał planowaną na ten rok wizytę amerykańskiego prezydenta w ZSRR.
Druga i zarazem ostatnia wizyta Chruszczowa w Stanach Zjednoczonych odbyła się we wrześniu 1960 roku. Radziecki przywódca przybył do Ameryki jako szef delegacji ZSRR do Organizacji Narodów Zjednoczonych. W trakcie wizyty skupił się na budowie kontaktu z przywódcami nowo powstałych państw Trzeciego Świata. W trakcie odwiedzin wielokrotnie wdawał się w rozmowy z napotkanymi przez siebie Amerykanami. Do historii przeszedł incydent z debaty poświęconej kolonializmowi z 12 października. Radziecki przywódca oburzony słowami o tym, że Ludzie wschodniej Europy zostali połknięci przez Związek Radziecki, są pozbawieni praw politycznych i obywatelskich, wygłoszonymi przez filipińskiego delegata Lorenzo Sumulonga, zażądał możliwości udzielenia odpowiedzi Filipińczykowi. Chruszczow w swojej przemowie określił filipińskiego dyplomatę mianem służalczej kreatury amerykańskiego imperializmu a przewodniczącego ONZ oskarżył o sympatyzowanie z mocarstwami kolonialnymi. Gdy Sumulong wznowił swoje przemówienie, zaczął walić trzymanym w ręku butem w mównicę, a po krótkiej przerwie zaczął walić w nią pięścią. Incydent wzbudził zadziwienie światowych delegacji. Niemniej jednak pod koniec debaty przedstawiciel Filipin poparł tezy sformułowane wcześniej przez premiera ZSRR.
Chruszczow z zadowoleniem przyjął zwycięstwo w wyborach prezydenckich z 1960 roku Johna F. Kennedy’ego, w którym widział polityka skłonnego do odprężenia relacji. Nowy prezydent już w trakcie pierwszych dni rządów otwarcie zaingerował w rozmowy międzypaństwowe, co nie przyniosło oczekiwanych rezultatów. Relacje między państwami pogorszyły się na skutek amerykańskiej inwazji w Zatoce Świń na Kubie i wznowienia wyścigu kosmicznego, spowodowanego przez radziecką misję Wostok 1 (pierwszy lot kosmiczny człowieka w kosmos). W odpowiedzi na to pierwsze wydarzenie, Chruszczow zagroził Amerykanom umieszczeniem na Kubie radzieckich rakiet balistycznych, co poskutkowało wybuchem kryzysu kubańskiego. Celem zakończenia kryzysu 3 czerwca 1961 roku odbył się szczyt wiedeński, skutkujący krótkotrwałym złagodzeniem napięć na linii Wschód-Zachód dzięki zakończeniu kryzysu kubańskiego i chwilowemu odroczeniu sprawy Berlina. Chruszczow w ramach porozumienia zgodził się na usunięcie rakiet w zamian za zobowiązanie USA, że nie dokonają one więcej ataku na Kubę a rząd amerykański usunie swoje rakiety MRBM z Turcji i Włoch.

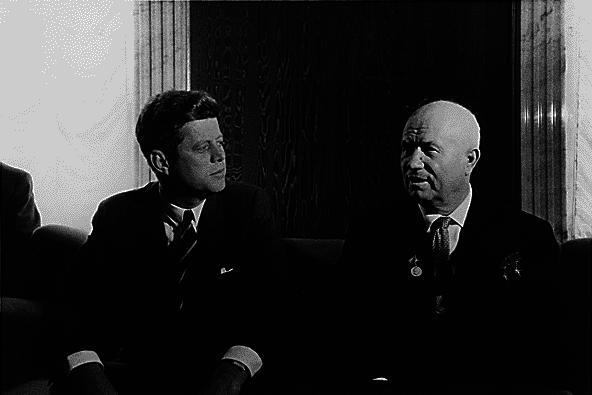
Spotkanie z Johnem Kennedym w Wiedniu, 1961

Jeszcze w tym samym roku kryzys w relacjach odżył na skutek ucieczek wykształconych mieszkańców NRD do Berlina Zachodniego. W odpowiedzi na ten stan, w czerwcu 1961 roku ZSRR wydał kolejne ultimatum, wzywające do wycofania wojsk alianckich z Berlina Zachodniego, a po odrzuceniu wniosku, 13 sierpnia, NRD rozpoczął wznoszenie muru berlińskiego, który skutecznie zamknął drogę bezpiecznego przedostania się do Niemiec Zachodnich.

##### Blok wschodni

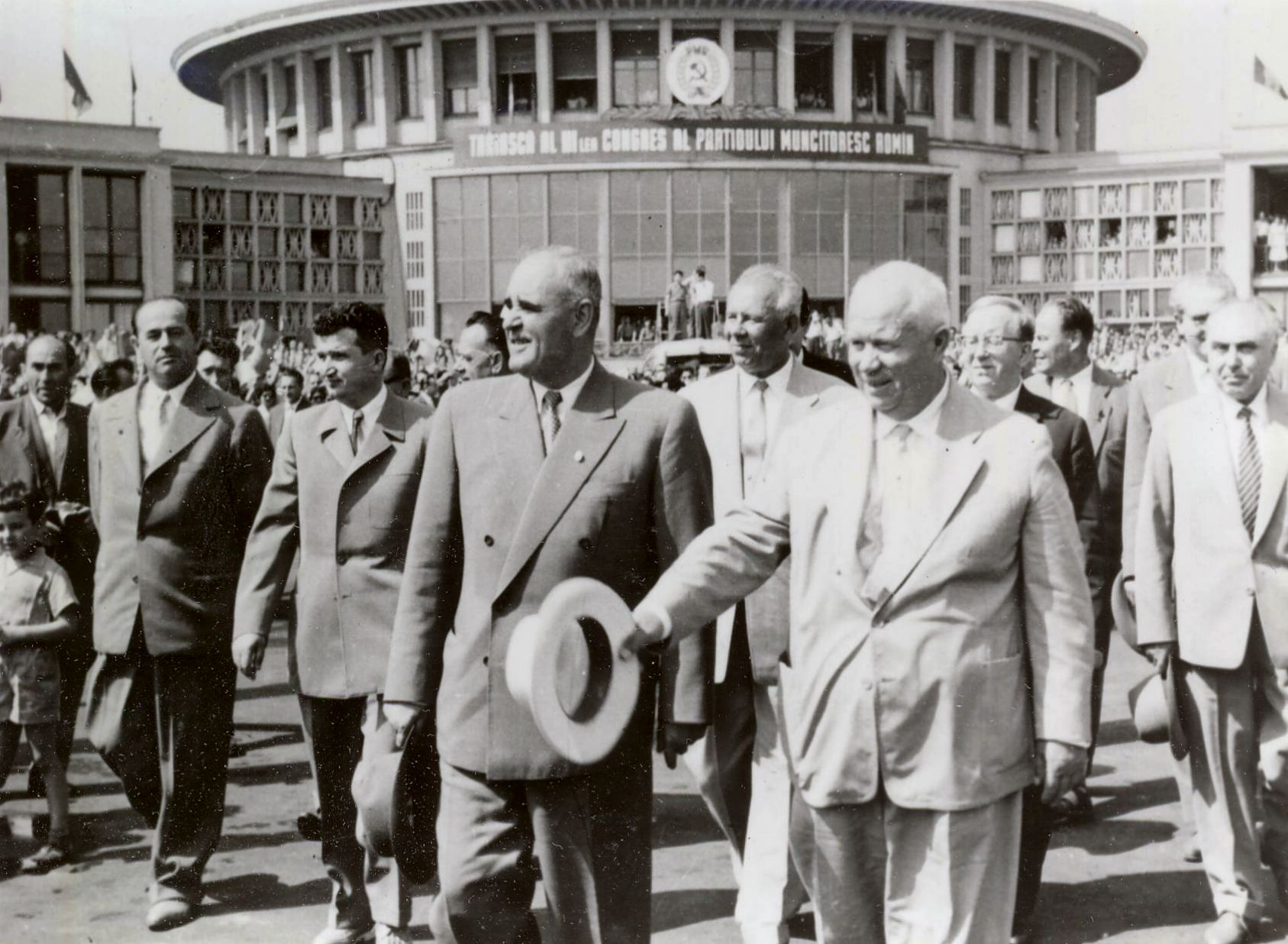
Chruszczow w Rumunii, rok 1960. Obok niego widoczny jest przywódca Rumunii Gheorghe Gheorghiu-Dej, w tle natomiast Nicolae Ceaușescu

Tajny referat w połączeniu ze śmiercią polskiego przywódcy Bolesława Bieruta wywołały w Polsce i na Węgrzech znaczną falę liberalizacji ustrojowej. Chruszczow przyleciał do Warszawy po wybuchu protestów w Poznaniu, które wyprowadziły do władzy Władysława Gomułkę. Radziecki przywódca zgodził się uznać nowe władze Polski w zamian za zapewnienie ze strony Gomułki o utrzymaniu dotychczasowych relacji polsko-radzieckich. Sytuacja w Polsce na tyle ośmieliła Węgrów, że zdecydowali się oni otwarcie przeciwstawić Moskwie. Masowe demonstracje w Budapeszcie 23 października przerodziły się w irredentę. Władzę nad powstaniem objęła komunistyczna Węgierska Partia Pracujących z reformatorskim premierem Imre Nagyem. Stacjonujące w mieście wojska radzieckie starły się z siłami węgierskimi. W walkach zginęły setki osób. Nagy wezwał do zawieszenia broni i wycofania się wojsk radzieckich. Chruszczow początkowo przystał na jego warunki pod warunkiem, że Węgry nie zerwą sojuszu z ZSRR. Sytuacja na krótko uspokoiła się. Do ponownych walk doszło po tym, gdy 30 października Nagy zapowiedział przeprowadzenie pluralistycznych wyborów, a następnego dnia opuszczenie Układu Warszawskiego. 3 listopada dwóch członków rządu Nagya powołało na Ukrainie samozwańczy rząd tymczasowy i poprosiło ZSRR o interwencję celem obalenia Nagya. 4 listopada wojsko radzieckie przystąpiło do pacyfikacji wystąpień na Węgrzech. Nagy został aresztowany, a następnie stracony. Radziecka interwencja wywołała oburzenie światowej opinii publicznej, które ucichło po wybuchu kryzysu sueskiego.
Chruszczow poprawił relacje z Jugosławią, które po kryzysie jugosłowiańskim z 1948 roku pozostawały fatalne. Chruszczow stanął na czele radzieckiej delegacji do Belgradu w 1955 roku. Wraz z Josipem Broz Tito wypracował zakończenie okresu Informbiro we wzajemnych relacjach. W czasie kryzysu węgierskiego Tito poparł Nagya, co doprowadziło do ponownego ochłodzenia dobrze rozwijających się relacji. Chruszczow spędził następne kilka lat na próbach naprawienia wzajemnych stosunków, co rozzłościło Chiny, odrzucające liberalną wersję komunizmu wdrażaną przez Titę.

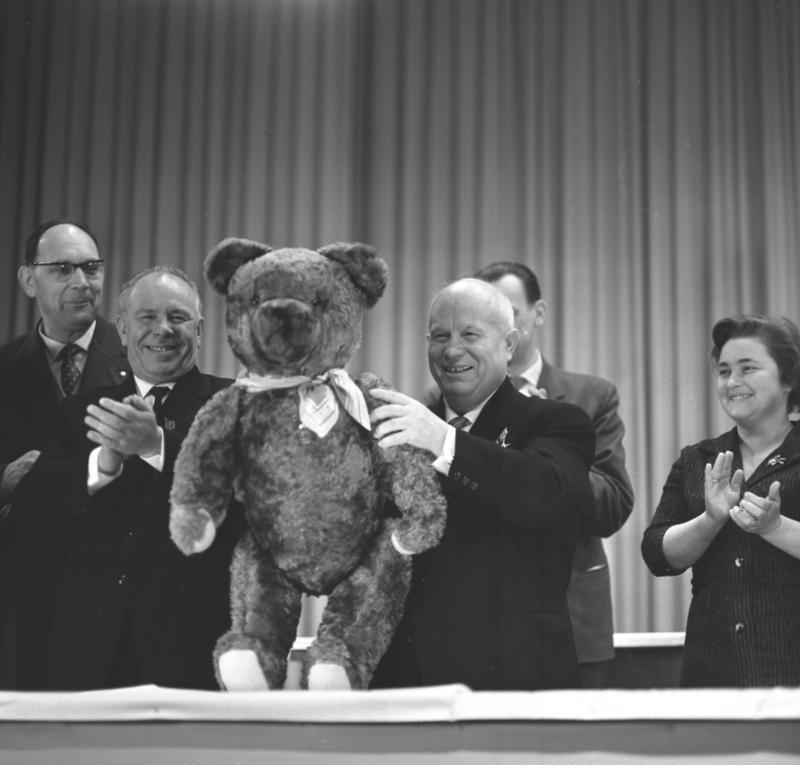
Chruszczow i Nikołaj Podgorny w trakcie wizyty w NRD

Stosunki dyplomatyczne między ZSRR i Kubą zostały oficjalnie przywrócone w maju 1960 roku. Dwa lata później Aleksandr Aleksiejew został mianowany radzieckim ambasadorem na wyspie, a rządzone przez Fidela Castro państwo stało się jednym z członków bloku wschodniego po nieudanej inwazji, pod patronatem Stanów Zjednoczonych, w Zatoce Świń.

##### Chiny
Po utworzeniu Chińskiej Republiki Ludowej w 1949 roku, Mao Zedong dążył do przywrócenia Chinom terenów odebranych im przez rosyjskich carów, jednocześnie chcąc otrzymać od ZSRR pomoc materialną. Po tym, gdy Chruszczow objął władzę w ZSRR, zwiększył pomoc udzielaną Chinom. Pomoc ta została opisana przez historyka Williama Kirby jako największy transfer technologii w historii świata. Związek Radziecki pomiędzy 1954 a 1959 rokiem wydał na pomoc dla Chin aż 7% dochodu narodowego. Radziecki przywódca w trakcie wizyty w Chinach w 1954 roku zgodził się oddać Chińczykom bazy marynarki wojennej Lüshunkou i Dalian. Chruszczow zgodził się na ten krok pomimo złości jaką wywołały u niego nalegania Mao, aby Sowieci pozostawili Chińczykom umiejscowiony w portach sprzęt wojskowy.
Dużym problemem w relacjach ChRL-ZSRR pozostawały względy ideologiczne. Chinom nie podobało się zbliżenie ZSRR do Jugosławii, a sam Mao chciał stać się liderem światowego ruchu komunistycznego. Chińczycy stali na stanowisku, że komunizm należy rozszerzać drogą militarną. Chruszczow uważał natomiast, że najważniejsze jest osiągnięcie przez państwa socjalistyczne warunków życia, jakie panują na Zachodzie.
Stosunki między oba państwami gwałtownie pogorszyły się w 1956 roku. Mao rozgniewał się tym, że Chruszczow wygłosił tajny referat bez uprzedniego poinformowania go o nim. Dwa lata później, w trakcie wizyty Chruszczowa w Pekinie, chiński przywódca odrzucił radziecką propozycję współpracy wojskowej. Wkrótce po tym wywołał drugi kryzys w Cieśninie Tajwańskiej, licząc na storpedowanie działań Chruszczowa zmierzających do polepszenia relacji z USA. Widząc radykalną politykę Mao, ZSRR w 1959 roku wycofał się z przekazania Chinom bomby atomowej. W trakcie wizyty w Chinach we wrześniu tego samego roku, radziecki przywódca został przyjęty bardzo chłodno i skrócił wizytę z siedmiu (jak planował) do trzech dni.
Rozłam nasilił się w 1960 roku, gdy zarówno Chiny i Związek Radziecki wykorzystały kongres Komunistycznej Partii Rumunii do ataków na siebie. Chruszczow w swoim przemówieniu zaatakował Chiny. Jeden z członków chińskiego Biura politycznego Peng Zhen szydził natomiast z Chruszczowa twierdząc, że prowadzi on politykę służalczą względem Zachodu. Chruszczow na krytyczne głosy Chińczyków zareagował wycofaniem z ChRL radzieckich ekspertów.

### Odsunięcie od władzy
Od marca 1964 roku nominalny szef państwa Leonid Breżniew planował wraz ze współpracownikami (najważniejszymi z nich byli Michaił Susłow i Aleksiej Kosygin) usunięcie Chruszczowa z urzędu. Ten swoisty pucz możliwy był dzięki trwającej pięć miesięcy nieobecności Chruszczowa w Moskwie (w okresie od września do stycznia). W październiku 1964 roku, podczas jego urlopu na Krymie, został telefonicznie wezwany na Plenum KC do Moskwy pod pretekstem przedyskutowania jego propozycji odnośnie do gospodarki rolnej. W wyniku głosowania Chruszczow został odwołany przez funkcjonariuszy aparatu partyjnego, obawiających się jego nieprzewidywalności. Obarczono go też winą za porażki dyplomatyczne. Formalnie został zwolniony z obowiązków „w związku z podeszłym wiekiem i pogorszeniem się stanu zdrowia”. 14 października 1964 roku na jego następcę na stanowisku I sekretarza partii zarekomendowano Leonida Breżniewa, zaś Kosygin został wskazany na fotel premiera.
Po odsunięciu Chruszczowa wiele z jego reform zostało odwołanych, a nowe władze przyjęły bardziej konserwatywny kurs rządów.

### Życie na emeryturze
Przyznano mu rentę w wysokości 500 rubli miesięcznie, a po jej obniżeniu – 400. Zachował też do końca życia swój dom i daczę. Na emeryturze popadł w głęboką depresję i brał leki uspokajające oraz nasenne. Z czasem odzyskał dawną pogodę ducha, m.in. dzięki nowym pasjom – uprawianiu działki i fotografii. Podczas gdy nowa rządząca ekipa cechowała się dużym konserwatyzmem, w tym w sprawach sztuki, Chruszczowa zaczęto przychylnie postrzegać w gronie artystów i pisarzy, którzy często go odwiedzali. Od 1966 roku zaczął nagrywać na magnetofonie swoje wspomnienia. Przyznał, że unurzał się „po łokcie” we krwi swoich ofiar i że „ciąży mu to na duszy”. W 1970 roku kopia taśmy magnetofonowej znalazła się na Zachodzie i jego wspomnienia wydano pod nazwą Khrushchev Remembers. Publikacja została nieprzychylnie odebrana przez nowy rząd, a dziennik „Izwiestija” stwierdził, że jest ona pełna kłamstw.

### Śmierć
Chruszczow zmarł po drugim (pierwszy miał latem 1970 r.) ataku serca w Moskwie w dniu 11 września 1971 roku. Został pochowany 13 września 1971 r. na moskiewskim cmentarzu Nowodziewiczym. Rząd, obawiając się demonstracji jego zwolenników w trakcie uroczystości pogrzebowych, nie ogłosił oficjalnie śmierci byłego przywódcy aż do rozpoczęcia ceremonii. Mimo utrzymywania śmierci lidera w tajemnicy wielu znanym artystom i pisarzom udało się obok rodziny Chruszczowa uczestniczyć w pogrzebie.
We współczesnej Rosji zdania na temat dorobku Chruszczowa są podzielone, co spowodowane jest jego decyzją z 1954 roku o przekazaniu Krymu Ukrainie. Poprzez tę samą decyzję jest postacią popularną wśród sporej części ukraińskiego społeczeństwa. Niemniej jednak badania sondażowe wykazują, że większość Rosjan uważa Chruszczowa za postać, która w trakcie swoich rządów zrobiła więcej dobrego niż złego. Jego postać i jego reformy stały się wzorcem dla Michaiła Gorbaczowa, który darzył postać Chruszczowa dużym szacunkiem.